# The Mandela Catalogue
The Mandela Catalogue là một sê-ri web Analog Horror do YouTuber người Mỹ Alex Kister tạo ra vào năm 2021. Phim lấy bối cảnh ở Quận Mandela hư cấu, Wisconsin, nơi bị khủng bố bởi "những thực thể Alternates (hay được gọi là thế thân)", những sinh vật này ép buộc nạn nhân của nó tự sát trước khi xác định danh tính của bọn chúng qua việc truyền nhiễm bệnh MAD (rối loạn nhận thức siêu hình) và thao túng tâm lý nạn nhân. Series kinh dị này trở nên phổ biến trực tuyến thông qua các video phân tích và phản ứng từ người dùng internet.

## Bối cảnh và thể loại
The Mandela Catalogue lấy bối cảnh ở Quận Mandela hư cấu, bang Wisconsin , nơi đang bị đe dọa bởi sự hiện diện của "những thực thể Alternates (hay được gọi là thế thân)", những sinh vật này ép buộc nạn nhân của nó tự sát và có thể thao túng phương tiện nghe nhìn . Các khía cạnh khác của cốt truyện series bao gồm Lucifer cải trang thành Gabriel, tổng lãnh thiên thần đã thông báo về sự ra đời của Chúa Giê-su . Series chứa nhiều yếu tố nặng ám chỉ trong Kinh thánh, bao gồm Con tàu của Noah, Adam và Eve cùng với bối cảnh xung quanh các nhà thờ ở Mỹ. The Mandela Catalogue lấy bối cảnh trong những năm 1990 và 2000.
The Mandela Catalogue bao gồm mười hai phim ngắn trong hai "Act", tập đầu tiên được phát hành vào ngày 9 tháng 6. Các phần của nó thường được trình bày dưới dạng video hướng dẫn cho các công dân quận Mandela của "United States of Department of Temporal Phenomena" hoặc các phiên bản bị hỏng của phim hoạt hình tôn giáo Kinh thánh dành cho người mới bắt đầu và được hiển thị dưới dạng băng VHS .

## Phát triển và sản xuất
The Mandela Catalogue do sinh viên 18 tuổi Alex Kister đến từ Hubertus, Wisconsin tạo ra dưới dạng một loạt video ngắn mà cậu ấy bắt đầu thực hiện vào năm 2021, khi đang học đại học vào mùa hè . Đó là dự án làm phim đầu tiên của Kister. Ban đầu, Kister đã tạo ra một video quay một lần dựa trên một dự án viết ở trường trung học và dự định thực hiện một loạt phim mà anh ấy đã chỉnh sửa phim hoạt hình dành cho trẻ em để trở nên rùng rợn. Tuy nhiên, do sự phổ biến của video, Kister quyết định tiếp tục làm video theo vũ trụ từ Overthrone trong thời hiện đại.Tên của series bắt nguồn từ Hiệu ứng Mandela .
Kister có ít hoặc không có kinh phí và sử dụng phương pháp chỉnh sửa cơ bản: các cảnh được quay tại nhà của anh ấy và các nhân vật được bạn bè của anh ấy khắc họa thông qua hình ảnh tĩnh và lồng tiếng. Mẹ của Kister đã từng đóng vai một thế thân trong phim (Cesar's Alternate và "The Alternate"). Trong một cuộc phỏng vấn với GQ , Kister cho biết anh ấy muốn phát triển nỗi kinh hoàng của mình từ "những pha hù dọa [...] gây ra phản ứng sinh lý hơn là phản ứng tâm lý."
Kister đã nói rằng series này ban đầu bắt đầu như một lối thoát sáng tạo cho cuộc khủng hoảng tâm lý mà anh ấy đang giải quyết, đặc biệt là khi đề cập đến chủ đề tôn giáo và Cơ đốc giáo .  Series cũng được lấy cảm hứng từ sự cô lập và mất an toàn mà Kister đã trải qua do hậu quả của đại dịch COVID-19. Kister đã lấy cảm hứng ý tưởng từ những loạt phim Analog Horror khác như: The Walten Files , Gemini Home Entertainment , Local 58 , Surreal Broadcast , The Minerva Alliance, và Marble Hornets , và các bộ phim kinh dị như The Shining và The Exorcist , là những tác phẩm này có ảnh hưởng lớn đến công việc sáng tạo cốt truyện cho series của anh ấy.
Vào tháng 10 năm 2022, Kister hợp tác với Makeship để phát hành các sản phẩm ăn theo (Figures, thú nhồi bông...) cho series.

## Các tập phim của series
Bản mẫu:Spoiler

### Act 1 (2021-2022)
| THỨ TỰ CÁC TẬP. | Tiêu đề                                           | Đạo diễn bởi | Được viết bởi | Thời lượng | Ngày phát hành ban đầu    |
| --- | ------------------------------------------------- | ------------ | ------------- | ---------- | ------------------------- |
| 1 | "Overthrone"                                      | Alex Kister  | Alex Kister   | 4:01       | Ngày 9 tháng 6 năm 2021   |
| Đoạn băng VHS ghi âm cuốn The Beginner's Bible bị hỏng . Nó mô tả một phiên bản thay thế của sự kiện Chúa giáng sinh , trong đó Gabriel lừa dối con người tin rằng hắn ta là " vị cứu tinh thực sự " của bọn họ. |                                                   |              |               |            |                           |
| 2 | "The Mandela Catalogue Vol. 1"                    | Alex Kister  | Alex Kister   | 15:09      | Ngày 9 tháng 8 năm 2021   |
| Một thông báo dịch vụ công được phát sóng bởi "United States of Department of Temporal Phenomena" thuộc chính phủ Hoa Kỳ cảnh báo công chúng về "những sinh vật thế thân", những sinh vật thù địch có thể mang hình dáng của người khác (mặc dù đôi khi có những đặc điểm dị dạng) và tấn công công dân bằng "chiến tranh tâm lý " . Năm 1992, Mark Heathcliff bị dụ dỗ bởi một thế thân bắt chước người bạn của anh ta (Cesar Torres), người đã nhốt anh ta trong phòng hai ngày và khiến anh ta tự sát. Những người điều phối khẩn cấp ở Quận Mandela được hướng dẫn không trợ giúp cho những người gọi báo cáo các cuộc gặp những thế thân vì "không có gì đáng để mạo hiểm". Một câu chuyện được viết bởi cậu bé Heathcliff bốn tuổi kể rằng cậu đã thoáng thấy một kẻ đột nhập vào nhà trước khi ngủ thiếp đi. |                                                   |              |               |            |                           |
| 2 | "The Mandela Catalogue Vol. 1 [RESTORED EDITION]" | Alex Kister  | Alex Kister   | 17:30      | Ngày 4 tháng 4 năm 2023   |
| Đây là phiên bản làm lại của The Mandela Catalogue Vol. 1 - Một thông báo dịch vụ công được phát sóng bởi "United States of Department of Temporal Phenomena" thuộc chính phủ Hoa Kỳ cảnh báo công chúng về "những sinh vật thế thân", những sinh vật thù địch có thể mang hình dáng của người khác (mặc dù đôi khi có những đặc điểm dị dạng) và tấn công công dân bằng "chiến tranh tâm lý ". Năm 1992, Mark Heathcliff bị dụ dỗ bởi một thế thân bắt chước người bạn của anh ta, người đã nhốt anh ta trong phòng trong hai ngày. Những người điều phối khẩn cấp ở Quận Mandela được hướng dẫn không trợ giúp cho những người gọi báo cáo các cuộc gặp thế thân. Một thông báo dịch vụ công cộng cảnh báo công chúng về Rối loạn Nhận thức Siêu hình (MAD). Một câu chuyện được viết bởi cậu bé Heathcliff bốn tuổi kể rằng cậu đã thoáng thấy một kẻ đột nhập vào nhà trước khi ngủ thiếp đi. |                                                   |              |               |            |                           |
| 3 | "Intruder Alert"                                  | Alex Kister  | Alex Kister   | 5:48       | Ngày 18 tháng 8 năm 2021  |
| Một người mẹ nghe thấy tiếng con mình khóc và bước vào phòng của đứa bé thì thấy đứa bé đã mất tích và khuôn mặt của một người đàn ông trên tivi. Quẫn trí, cô treo cổ tự tử. Trung úy Thatcher Davis và Sở cảnh sát quận Mandela đã đặt camera để điều tra; các bức ảnh mô tả người đàn ông và xác chết bị can thiệp bởi một thế lực vô hình. Davis loại trừ trường hợp này là do thế thân gây ra. Chương trình Phát sóng Cảnh báo Khẩn cấp cảnh báo người xem ở bốn quận, bao gồm cả Mandela, nơi có 3.426 trẻ em mất tích, không cho trẻ em dễ bị tổn thương tránh xa các phương tiện nghe nhìn. |                                                   |              |               |            |                           |
| 4 | ""Metaphysical Awareness Disorder (MAD)""         | Alex Kister  | Alex Kister   | 1:52       | Ngày 30 tháng 9 năm 2021  |
| Đoạn băng chứa một đoạn video cung cấp thông tin mô tả chứng rối loạn tâm thần phổ biến đang lan nhanh trong toàn bộ dân số vào năm 1982. MAD là một căn bệnh về lời nói do những thế thân gây ra khi bọn chúng nói với mọi người thông tin mà họ không muốn biết . Thông tin này khiến mọi người phát điên, với kết quả là 97% số người tự tử. Vì 3% còn lại có thể "đảo ngược ảo tưởng", nên cuốn băng hướng dẫn người xem tránh các thực hành tôn giáo và các khái niệm triết học để tự bảo vệ mình. Tuy nhiên, khi âm thanh hướng dẫn người xem ở lại với những người thân yêu để cải thiện sự ổn định tinh thần của họ, văn bản thay đổi để hướng dẫn người xem phớt lờ người đàn ông đang theo dõi họ từ góc phòng của họ. |                                                   |              |               |            |                           |
| 5 | "Exhibition"                                      | Alex Kister  | Alex Kister   | 8:33       | Ngày 30 tháng 10 năm 2021 |
| Một cuộn bằng chứng từ vụ án Heathcliff tiết lộ rằng Heathcliff đã bị theo dõi bởi những thế thân nhiều tuần trước khi chết, khiến Davis kết luận rằng anh ta đã ở trong trạng thái "hoang tưởng" kéo dài. Một cuốn băng Kinh thánh dành cho người mới bắt đầu khác mô tả một phiên bản thay thế của câu chuyện về trận lụt Genesis , trong đó Gabriel trừng phạt Noah vì "chống lại thông điệp của [hắn ta]" và nói với anh ta rằng anh ta sẽ mang một sinh vật khác lên Ark (con tàu Noah) , thứ sẽ mang "thông điệp cuối cùng" của hắn. |                                                   |              |               |            |                           |
| 6 | "The Mandela Catalogue Vol. 2"                    | Alex Kister  | Alex Kister   | 20:35      | Ngày 18 tháng 1 năm 2022  |
| Tập này diễn ra vào tháng 1 năm 2009, trong "Kỳ nghỉ đông", và theo chân Adam Murray và Jonah Marshall, những thợ săn huyền bí trong "Hiệp hội huyền bí Bythorne" (BPS) đang bị FBI truy nã. Họ được gọi bởi một người phụ nữ, người trả tiền cho họ ở lại nhà cô ấy trong ba đêm để được cho là giúp linh hồn con mèo đã khuất của cô ấy đi tiếp. Họ điều tra trong một ngày nhưng không có kết quả. Adam thức dậy với một giọng nói vào ban đêm, chế nhạo anh ta và cảnh báo anh ta không được đánh thức "những người khác". Một người thay thế xuất hiện trước Adam, nhưng anh ta dường như không bị ảnh hưởng. Adam đi ngủ và thức dậy và thấy "KHÔNG CÓ GÌ ĐÁNG ĐỂ RỦI RO" được viết trên tường và nghe thấy tiếng meo meo phát ra từ tầng hầm. Adam tranh cãi với Jonah qua bộ đàm của họ; Anh ta cầu xin Adam đừng xuống tầng hầm. Adam từ chối, bảo Jonah rời đi. Jonah lái xe đi và Adam đi vào tầng hầm, nơi anh phát hiện ra rằng một chiếc tivi analog đang phát ra tiếng mèo kêu. "Kẻ đột nhập" xuất hiện trên màn hình và bắt đầu tương tác với Adam. Khi Adam hỏi Khi Adam hỏi, "ngươi là ai?", khuôn mặt đó nói, "ngươi không nhớ ta sao" trong khi hình ảnh nhấp nháy từ các tập trước hiện lên trên màn hình một cách chớp nhoáng. " đoạn video của anh ấy cắt cảnh sang Jonah lái xe dọc theo đường cao tốc, trong khi một giọng nói trên radio ô tô trách anh ấy vì đã bỏ Adam lại phía sau. Anh ta tấp vào lề và ra khỏi xe, và một tiếng hét đau đớn vang lên. |                                                   |              |               |            |                           |
| 7 | "The Mandela Catalogue Vol. 333"                  | Alex Kister  | Alex Kister   | 26:41      | Ngày 4 tháng 6 năm 2022   |
| Tập phim bắt đầu bằng cuộc gọi giữa một cặp vợ chồng đã ly hôn, Lynn và Jude Murray, về đứa con của họ, đứa bé liên tục khóc mà không rõ lý do. Đoạn băng cắt cảnh Trung úy Thatcher Davis mới được thăng chức và đồng nghiệp của anh ta, Trung sĩ Ruth Weaver, người đang điều tra cái chết của Mark Heathcliff vào tháng 9 năm 1992. Một cuộn bằng chứng, xác định Cesar là thủ phạm, phân tích máy quay phim và máy cassette của Mark, cho thấy Cesar's Alternate hành hạ tâm lý bằng lời nói với Mark bên bên ngoài cửa phòng ngủ của anh ấy. Phần bên trong cuốn sổ cá nhân của Mark được hiển thị, mô tả việc anh ấy rơi vào tình trạng điên loạn khi mất niềm tin và hỏi "lâu nay tôi đã cầu nguyện với ai?" lặp đi lặp lại cho đến khi nó nói "mắt tôi luôn mở to". Sau đó, đoạn video được cắt thành đoạn băng mà Dave Lee, đại diện cho doanh nghiệp địa phương MandelaTECH, đã phục hồi cho Thatcher. Đoạn băng được phục hồi dành cho một chương trình có tên "Sức mạnh của tiềm thức" và mô tả một con rối (có ngoại hình tương tự như Jim Henson's Limbo) tên là Stanley đang nói chuyện với một đứa trẻ qua TV của chúng. Stanley yêu cầu đứa trẻ nghĩ về "điều gì tạo nên một người bạn tốt", sau đó nói với chúng rằng "người bạn mới của bạn đang ở đâu đó trong nhà của bạn." Đoạn video cắt theo cảnh quay trên cuộc điều tra của Thatcher và Weaver, khi họ được Jude Murray gọi về một kẻ đột nhập vào nhà của anh ta. Thatcher và Weaver tìm thấy xác của Lynn (như đã thấy trong "Intruder Alert") trước khi Weaver có lẽ bị giết bởi thế thân và Thatcher trốn đến đồn cảnh sát. Đoạn video chuyển sang các camera cho thấy thế thân đang tiến gần hơn đến nhà ga, hát Amazing Grace . thế thân đuổi kịp Thatcher và tấn công anh ta. Văn bản trên đoạn băng ghi, "CHỖ NÀY KHÔNG ĐỦ CHỖ CHO HAI CHÚNG TA ĐÂU, TRUNG ÚY", |                                                   |              |               |            |                           |
| 8 | "Every day gets brighter"                         | Alex Kister  | Thorne Baker  | 2:27       | Ngày 6 tháng 6 năm 2022   |
| Trong một đoạn băng ghi âm gửi cho Weaver, Davis bày tỏ nỗi sợ hãi thầm kín của mình và thề rằng anh ta sẽ giết những thế thân. |                                                   |              |               |            |                           |

### Act 2 (2022-nay)
| 11 | "mandela catalyst" | Alex Kister | Alex Kister | 7:50 | 16 tháng 4 năm 2023 |
| Đoạn video bắt đầu với cảnh quay một bản tin của kênh 3 về cái chết của Dave Lee ở nhà thờ St. Gabriel bị gián đoạn, có thể là do một thế thân, đọc "KHÔNG CHẠY THÊM AW [AY]". Sau đó, nó chuyển sang cuộc thảo luận giữa Evelin và Sarah về một người đưa tin về nơi ở của Adam, Sarah trả lời "Anh ấy ổn, Evelin." Sau đó, nó chuyển sang cảnh quay từ một phòng ngủ thiếu ánh sáng, với Evelin và Adam ngoài màn hình. Adam bật đèn và cho cô ấy thấy The Preacher thay thế đang đứng ở ngưỡng cửa. Sau đó, Adam không nói gì trong khi Evelin hét lên và hỏi anh ta đó là ai. Sau đó, nó phát đoạn băng ghi âm bị rò rỉ của hai y tá đang khám nghiệm tử thi về Dave, trong đó họ nói, "mất cả hai mắt" và "Não của ông ta không được phép làm điều đó." Sau đó, nó chuyển sang cảnh quay từ bên ngoài một ngôi nhà, nơi dòng chữ in đậm màu đỏ xuất hiện phía sau ngôi nhà, có khả năng là đang nói chuyện với Thatcher. Sau đó, chúng tôi chuyển sang cảnh quay một người nào đó bước vào một ngôi nhà bằng chiếc xe van 'Bythorne Paranormal Society' bên ngoài. Bên trong là một thế thân, ngồi trên sàn, la hét trong đau đớn. Thế thân là Adam hoặc thế thân đang cố gắng mạo danh trở thành Adam. Đoạn phim kết thúc trên màn hình trắng với hình ảnh pixel của một khuôn mặt cười ở góc trong khi có thể nghe thấy tiếng la hét ở phía sau. |                    |             |             |      |                     |

| 12 | "The Mandela Catalogue - Presto" | Alex Kister | Alex Kister | 6:19 | Ngày 12 tháng 8 năm 2023 |
| Một điểm truyền hình quảng cáo việc bán hàng của MandelaTECH sắp ngừng hoạt động. Evelin và Sarah đột nhập vào camera an ninh của cửa hàng để thử tìm Dave. Cả hai cũng thảo luận trên máy tính về sự tương tác của Evelin với Preacher trong tập Mandela Catalyst. Trong cuộc thảo luận, Sarah bị ngắt kết nối và máy tính của cô ấy kết nối với camera an ninh tại đồn cảnh sát. Đoạn phim camera an ninh cho thấy Thatcher và Adam nói chuyện tại sở cảnh sát về những trải nghiệm của Adam. |                                  |             |             |      |                          |

## Đón nhận

### Từ cộng đồng
The Mandela Catalogue đã trở nên phổ biến thông qua các video phản ứng và phân tích trên YouTube và nhanh chóng thu hút được lượng người theo dõi mạnh mẽ. Một số người dùng chỉ trích sự phụ thuộc quá mức vào các series Analog Horror khác. Tập. 4 đã bị chỉ trích đặc biệt vì sử dụng các phân đoạn hành động trực tiếp được quay bằng màn hình xanh. Một số khán giả không thích cảnh thiếu chủ nghĩa siêu thực, trong khi Kister cho rằng việc thiếu chủ nghĩa siêu thực là có mục đích và cố gắng tạo cho các phân đoạn một chất lượng thung lũng kỳ lạ .
Tính đến tháng 3 năm 2023 , kênh YouTube của Kister đã có hơn ba mươi triệu lượt xem.

### Đánh giá từ các nhà phê bình
Dread Central ca ngợi The Mandela Catalogue là "[ví dụ] tối cao về hình dáng và âm thanh của Analog horror", đồng thời nói thêm rằng "cảm giác bất an xuất phát từ việc biết rằng bạn sẽ sợ hãi liên tục bị thao túng bằng hình ảnh."  Tờ báo sinh viên The Post đã ưu ái so sánh việc sử dụng thung lũng kỳ lạ như một kỹ xảo kinh dị với The Walten Files .  Nó cũng được GQ khen ngợi .  Trong khi Tạp chí TLK ca ngợi khả năng xây dựng thế giới của loạt phim, thì lại chỉ trích giọng nói "đều đều" của nó làm giảm đi giọng điệu của The Mandela Catalogue

## Chuyển thể
Trò chơi độc lập Maple County (2021) và Assessment Examination dựa trên series. Maple County được phát triển bởi một trong những diễn viên lồng tiếng của loạt phim, Thorne Baker, vào năm 2021, trước khi anh ấy hợp tác với loạt phim.  Trò chơi được đóng khung dưới dạng băng đào tạo tương tác từ Sở cảnh sát Quận Maple, trong đó người chơi phải xác định ảnh nào miêu tả thế thân và ảnh nào miêu tả người thật. Mandela Invasion, do Broken Arrow Games tạo ra, sử dụng tiền đề là những thế thân đang cố gắng đột nhập vào nhà của người chơi. Alternate Watch là một trò chơi dành cho người hâm mộ (Fangame), được phát triển và phát hành bởi Tesseron và đăng lên Itch.io, người chơi sẽ nhập vai vào một nhân viên điều tra huyền bí thuộc "United States of Department of Temporal Phenomena" có nhiệm vụ quan sát và điều tra căn nhà có dấu hiệu khả nghi về việc xuất hiện của các thế thân và phải báo cáo ngay lập tức nếu phát hiện các thế thân.